# میترا داور
ميترا داور (بالفارسية: ميترا داور) (1344 في فيروزكوه) روائية وكاتبة إيرانية.
من أشهر أعمالها روايات «فوق الهاوية السوداء» و «كن قلوبًا» و «لقد ولدت جيدًا» و «الطريق والرف الثاني» و «كرسي على الطاولة» و «أو أنا هوو» و «وقطار القطار».حصلت ميترا على درجة الماجستير في الاقتصاد النظري من جامعة الزهراء. روايتها «فوق الأسود» هي واحدة من 120 مجموعة مختارة من القصص التي اختارتها وزارة الإرشاد في عشرين عاما من الخيال ما بعد الثورة. في عام 1991، بدأت مسيرتها الأدبية من خلال حضور دروسه هوشنغ كولشيري حول رواية القصص في معرض الكسرة. تدير حاليًا الموقع الأدبي مرور، كما تقوم بالتدريس في ورشة افراز لسرد القصص.

## الجوائز
- رواية سياتل (قصة مختارة لمؤسسة هوشانغ كولشيري والمرشح النهائي لجائزة يلدا)